# Bruno Magras
Bruno Magras (Gustavia, 9 settembre 1951) è un politico e imprenditore francese.

## Biografia
Nativo di Gustavia, capoluogo dell'isola caribica di Saint-Barthélemy, nel 1968 Bruno Magras interrompe gli studi ed emigra in cerca di fortuna a St. Thomas, nelle Isole Vergini Americane. Qui lavora dapprima come benzinaio, poi come aiuto meccanico, infine si iscrive a una scuola di volo: nel 1973 ottiene la licenza di pilota privato e inizia a lavorare, anche con incarichi direzionali, presso l'aeroporto Internazionale di Pointe-à-Pitre.
Tre anni dopo, nel 1976, è eletto per la prima volta nel consiglio territoriale di Saint-Barthélemy e nel 1983 ne diviene sindaco. Nel 1989 interrompe l'esperienza politica per dedicarsi alle attività imprenditoriali di famiglia: in particolare nel 1994 fonda una propria compagnia basata all'aeroporto di Saint Jean, la St. Barth Commuter, che poi passerà sotto la gestione dei figli.
Forte di un grande prestigio personale grazie alla sua fortuna imprenditoriale, nel 1995 torna in politica fondando il partito Saint Barth First!, che si colloca nel campo del gollismo, associandosi all'Unione per un Movimento Popolare (UMP). Nello stesso anno è rieletto sindaco del consiglio territoriale, che regge ininterrottamente fino al 15 luglio 2007, quando Saint-Barthélemy viene separato dalla Guadalupa e costituito in collettività d'oltremare. Le elezioni presidenziali per la nuova forma giuridica vedono la vittoria di Magras con il 72% dei voti. Dopo la fine dell'esperienza dell'UMP, Magras prosegue nel solco del gollismo, associandosi a I Repubblicani. 
Magras viene riconfermato a larga maggioranza alla presidenza di Saint-Barthélemy alle elezioni del 18 marzo 2012 e poi nuovamente a quelle del 19 marzo 2017. Il 10 febbraio 2022 annuncia l'intenzione di non ricandidarsi per un ulteriore mandato e accorda il suo sostegno alla lista Saint-Barth d’Abord guidata dal cugino Romaric Magras, la quale però viene sconfitta dalla lista d'opposizione Union-Équilibre, che successivamente esprime Xavier Lédée alla carica di presidente. Per le elezioni presidenziali francesi 2022 appoggia la candidatura di Éric Zemmour.